# Thorsten Flick
Thorsten Flick (* 22. August 1976 in Darmstadt) ist ein ehemaliger deutscher Fußballspieler.

## Karriere
Beim SV Groß-Bieberau fußballerisch groß geworden, spielte Thorsten Flick noch in der Jugendzeit zwei Jahre beim SV Darmstadt 98 und kam 1993 zu Eintracht Frankfurt. 1994 rückte er, dem Jugendalter entwachsen, in den Profikader der Eintracht. Sein erster Einsatz im Profikader war im UEFA-Pokal Viertelfinale gegen Juventus Turin (Endstand 1:1). Sein Bundesligadebüt gab er 18-jährig am 4. März 1995. Es kamen noch acht Spiele bis Saisonende hinzu. Hin und wieder wurde er auch bei der Amateurmannschaft in der Oberliga Hessen eingesetzt. Bis 1998 konnte er sich allerdings nicht in der Bundesligamannschaft durchsetzen und wurde im Oktober 1998 zum SSC Neapel, damals Serie B, verliehen. 1999 verließ er Italien wieder und unterschrieb einen Vertrag beim 1. FC Saarbrücken. Die ambitionierten Saarländer, die mit Trainer Klaus Toppmöller in die zweite Liga aufsteigen wollten, was sie schließlich auch erreichten, verließ Flick allerdings schon im September wieder. Kurz danach schloss er sich dem VfB Oldenburg (Regionalliga Nord) an. Hier war er Stammspieler, doch die Mannschaft verlor fast jedes Spiel und stieg am Ende mit nur 14 Punkten als Tabellenletzter ab. Noch im Februar war seine Zeit auch hier beendet. Im April 2000 folgte mit Viktoria Aschaffenburg schließlich seine dritte Station in der Saison 1999/2000. 2000/01 spielte er in Ungarn beim Erstligisten Debreceni VSC. Dies war seine letzte höherklassige Station. Danach spielte er noch in Deutschland bei den Amateurvereinen KSV Klein-Karben, SV Erzhausen und Germania Ober-Roden (zweimal).

### Statistik
| Liga          | Spiele (Tore) |
| ------------- | ------------- |
| Bundesliga    | 12 (0)        |
| 2. Bundesliga | 24 (1)        |
| Regionalliga  | 28 (1)        |
| Wettbewerb    |               |
| UEFA-Pokal    | 02 (0)        |
| UI-Cup        | 01 (0)        |